# Roskomnadzor
Il Servizio federale per la supervisione delle comunicazioni, della tecnologia dell'informazione e dei mass media (in russo Федеральная служба по надзору в сфере связи, информационных технологий и массовых коммуникаций?, Federal'naja služba po nadzoru v sfere svjazi, informacionnych technologij i massovych kommunikacij) o Roskomnadzor (in russo Роскомнадзор?, RKN) è un'agenzia federale russa, posta sotto il controllo del Ministero dello sviluppo digitale, delle comunicazioni e dei mass media, che si occupa di monitorare e controllare l'accesso ai mass media in Russia.

## Attività

### LinkedIn
Nel 2016 Roskomnadzor ha disposto il blocco del social network statunitense LinkedIn poiché quest'ultimo non aveva dato prova di aver avviato il processo di trasferimento dell'archivio contenente i dati personali dei cittadini russi in territorio russo. Nel marzo 2017 è stato annunciato che non si è raggiunto un accordo tra le parti.

### Wikipedia in russo
A partire dal 2012 in seguito all'approvazione della legge federale n° 139-FZ, che prevedeva la realizzazione di un registro per il blocco di alcuni siti internet con informazioni reputate pericolose per la salute dei bambini, una trentina di articoli della Wikipedia in russo, prevalentemente riguardanti droghe e suicidio, sono stati inclusi nella lista nera per gli argomenti che trattavano. Il 24 agosto 2015 l'agenzia ha disposto il blocco dell'intera enciclopedia, salvo poi revocarlo il giorno successivo, dopo le modifiche apportate dalla comunità su alcuni articoli incriminati.

### Novaja Gazeta
Nella notte del 17 novembre 2022, Roskomnadzor ha limitato l'accesso al sito Web del periodico libero e indipendente Novaja Gazeta dalla Russia a causa dell'invasione russa dell'Ucraina.